# Opel Astra
Opel Astra je německý vůz nižší střední třídy. Od roku 2022 se prodává jeho šestá generace. V Británii se prodává pod značkou Vauxhall stejně jako pátá generace. Starší modely vycházely z typu Kadett. Vozidlo se také prodává v USA pod značkou Saturn Astra (pouze model H)

## Astra F (1992–2002)
Nese označení F, podle abecední řady Opelů pro auta nižší střední třídy (předchůdcem byl Opel Kadett E, který se ve Velké Británii prodával pod názvem Vauxhall Astra E.
Astry se vyráběly v Německu, Španělsku, Maďarsku, Polsku, Belgii, Jihoafrické republikce, Tchaj-wanu, Argentině a ve Velké Británii pod sesterskou značkou Vauxhall. Po ukončení výroby v Německu (1998) se pokračovalo ve výrobě v jiných zemích, např. v Polsku, modely vyrobené po tomto roce nesou označení „classic výroba skončila konec roku 2002 Astra F se objevila v roce 1992, ve čtyřech karosářských verzích – tří a pětidveřový hatchback, pětidvéřový sedan, kombi (označované jako caravan), užitkový van ve tří a pětidvéřové verzi. V roce 1993 byla nabídka doplněna o kabriolet, za jehož vznikem stála italská karosárna Bertone (ta měla na starosti i výrobu kupé a kabrioletu II. generace Astry, neboli Astry G), vůz byl postaven ze sedanu.
Jednotlivé verze se podle výbavy označovaly GL, GLS, CD, CDX, CLUB, GT, SPORT, GSI. Další limitované edice CALIFORNIA, SPORTIVE, SPORT, COOL, DREAM, DIAMOND, CHAMPION I,II, TEAM, SUNSHINE, COMFORT, STYLE, SEASON. Astra existovala i jako pohřební vůz. Astry byly přímými konkurentkami VW Golf III.
Astra se po čase trošku změnila vzhledem (v roce 1995 facelift). Maska se změnila na plně mřížkovou z tříproužkové, s tím se
změnila i světla (mají jiný tvar), blinkry z oranžových na průhledné, nárazníky se z černé barvy změnily na lakované do barvy karosérie, stejně tak i ochranné lišty na dveřích. Barva interiéru plastů a palubní desky byla do roku 1994 šedá, modrá, černá po faceliftu už jen černá. Zrcátka se změnila z hranatých na kulatější, zadní dveře dostaly nový plast, který zakrývá dveřní zámek, také se změnily znaky z černostříbrných na celochromové. To platí i o označení vozu Opel Astra a typu motoru – z černostříbrných větších písmen na menší chromované. V interiéru jiný volant – z dvouramenného nebo tříramenného změna na čtyřramenný.
Astry se i liší podle toho, co si zákazník přál za výbavu, barvy interiéru a úroveň komfortu. Např. od roku 1995 jsou sériově montovány přední airbagy. Možnost nabídky výbavy: ABS, posilovač řízení, posilovač brzd, elektrické stahování oken (buď jen předních nebo i zadních), tónovaná skla, elektrické ovládaní zrcátek i s vyhříváním, palubní počítač, střešní okno, klimatizaci, kožené sedačky a interiér, vyhřívání předních sedaček, přední opěrky hlavy s nastavitelnou výškou a sklonem. Výškově nastavitelné sedadlo řidiče, sportovní přední sedačky, zadní sedačky s opěrkami hlavy, opěrku ruky na zadních sedadlech s možností otevření do nákladového prostoru pro objemnější zavazadlo, tónovaná skla, výškově nastavitelný volant, druhy rádií (SC202, SC303, SC804, CAR200, CAR300), výškové reproduktory, elektricky ovládanou anténu, střešní nosič (caravan), centrální zamykání, alarm, mlhovky, tlakové omývání předních světlometů, výškově nastavitelná světla, automatickou převodovku, tažné zařízení, kola z lehkých slitin a motor, který bude auto pohánět a spousta dalších doplňků.

### Výrobci a jiné verze

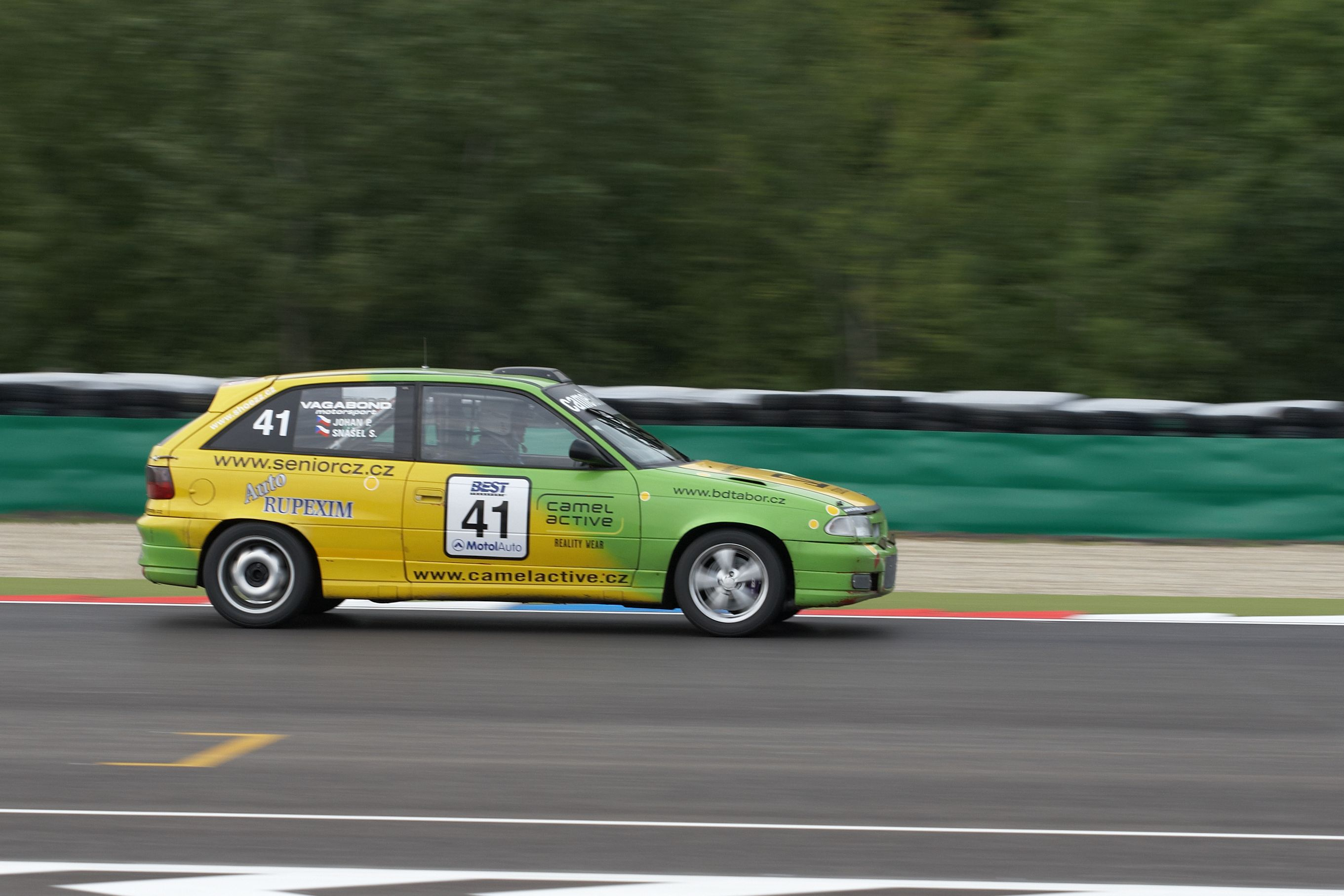
Opel Astra 2.0 GSI

Astra byla vyráběna koncernem General Motors Company. Hlavní výrobu zajišťoval Opel pro Evropský trh, ale existovaly i jiné verze pro jiné trhy.
| Výrobce   | Model  | Označení | Trh                                           |
| --------- | ------ | -------- | --------------------------------------------- |
| Opel      | Astra  | F        | Evropa                                        |
| Opel      | Optima |          | Indonésie                                     |
| Vauxhall  | Astra  | mk3      | Velká Británie                                |
| Delta     | Kadett | F        | Jihoafrická Republika (předfaceliftová verze) |
| Delta     | Astra  | F        | Jihoafrická Republika (pofaceliftová verze)   |
| Holden    | Astra  | TR       | Austrálie                                     |
| Chevrolet | Astra  |          | Jižní Amerika                                 |

### Edice
Opel Astra F GL (1992–1994)

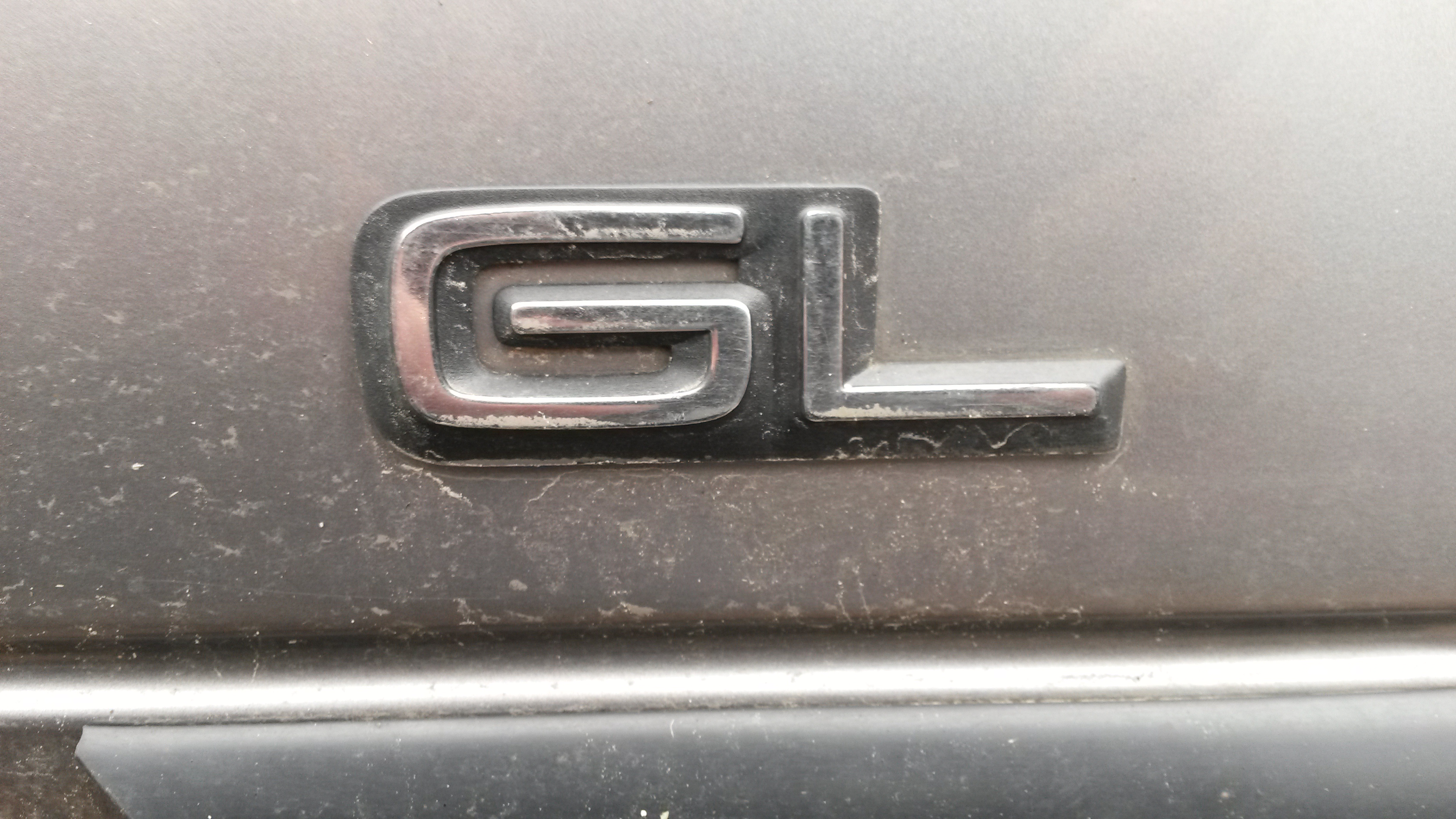
Opel Astra F GL edition

motorizace sériově 1.4 8V 44 kW, za příplatek na přání 1.6 8V, 1.8 8V, 1.7D, 1.7TD. Vůz měl buď pětistupňovou převodovku nebo automat. Vybaven dvojramenným volantem, servořízením, výškově nastavitelnými opěrkami hlav předních sedadel, zadní sedadla dvoudílná. Přístrojová deska vybavená palivoměrem, teploměrem, rychloměrem. informační displej hodiny, datum, čas. Barva interiéru šedá se sedačkami v šedé barvě. GL nemělo lakované nárazníky a zrcátka. Barva vozu bílá, šedá, červená, modrá. Kola ocelová R13 175/70 82T.
Opel Astra F GLS (1992–1994)
motorizace sériově 1.4 8V 44 kW, za příplatek na přání 1.6 8V, 1.8 8V, 2.0 8V 1.7D, 1.7TD. Převodovka pětistupňová nebo automat. Vybaven servo řízením, nastavitelnými opěrkami hlav přední a zadní sedadla, výškově nastavitelné sedadlo řidiče, dvojramenným volantem, centrálním zamykáním, přístrojová deska s otáčkoměrem, teploměrem, palivoměrem, rychloměrem, informační displej hodiny, datum, čas, přídavným úložným prostorem před spolujezdcem, dělená zadní sedadla s opěrkou uprostřed s možností otevření pro objemnější zavazadlo. Interiér černý, látka čalounění černo-šedá. GLS nemělo lakované nárazníky a zrcátka. Kolem vozu na blatnících a ochranných lištách stříbrná linka. Pneu R14 175/65 82T.

#### Opel Astra F GT

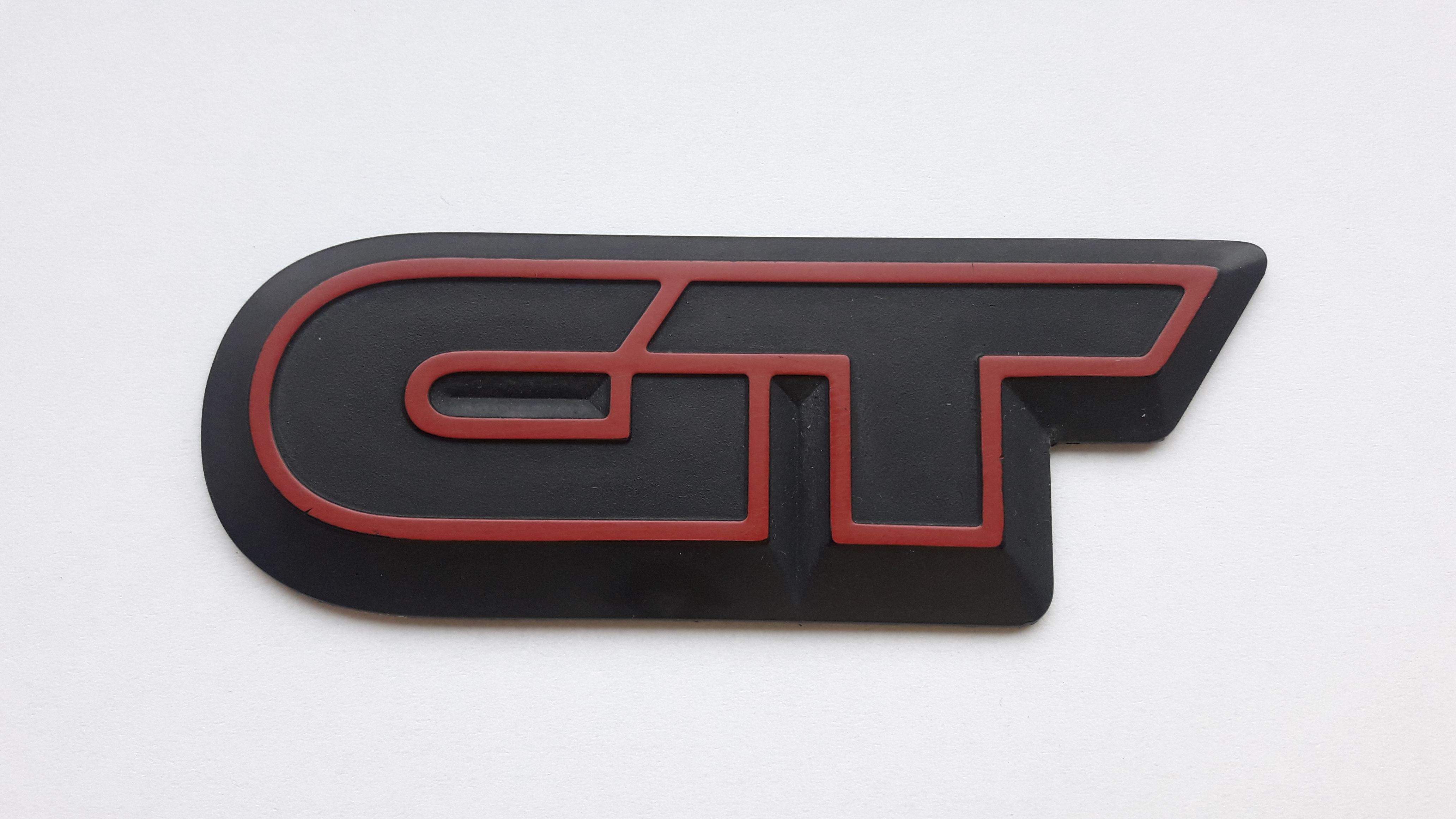
Opel Astra F GT

Sportovnější verze Astry. Vůz měl šedý interiér, sportovní přední sedadla Recaro vybavená rámovými opěrkami hlavy s nastavitelnou výškou i sklonem, možnost nastavení výšky řidičova sedáku, asymetricky rozděleno zadní sedadlo, přístrojová deska s otáčkoměrem, teploměrem, palivoměrem, rychloměrem, informační displej hodiny, datum, čas, osvětlení schránky před spolujezdcem i zavazadlového prostoru. Trojramenný volantem s posilovačem řízení. Vůz měl chromovou koncovku výfuku, třícestný katalyzátor, sportovně laděný podvozek, elektronický otáčkoměr. Vůz byl ve tří a pětidvéřové verzi hatchback, pětidvéřové verzi sedan, kombi (caravan) v barvách laku bílá, tmavě modrá, červená s ozdobnou červenou linkou na náraznících a bočních lištách kolem vozu s emblémem GT na okrajích předních blatnících.

#### Opel Astra F GSI

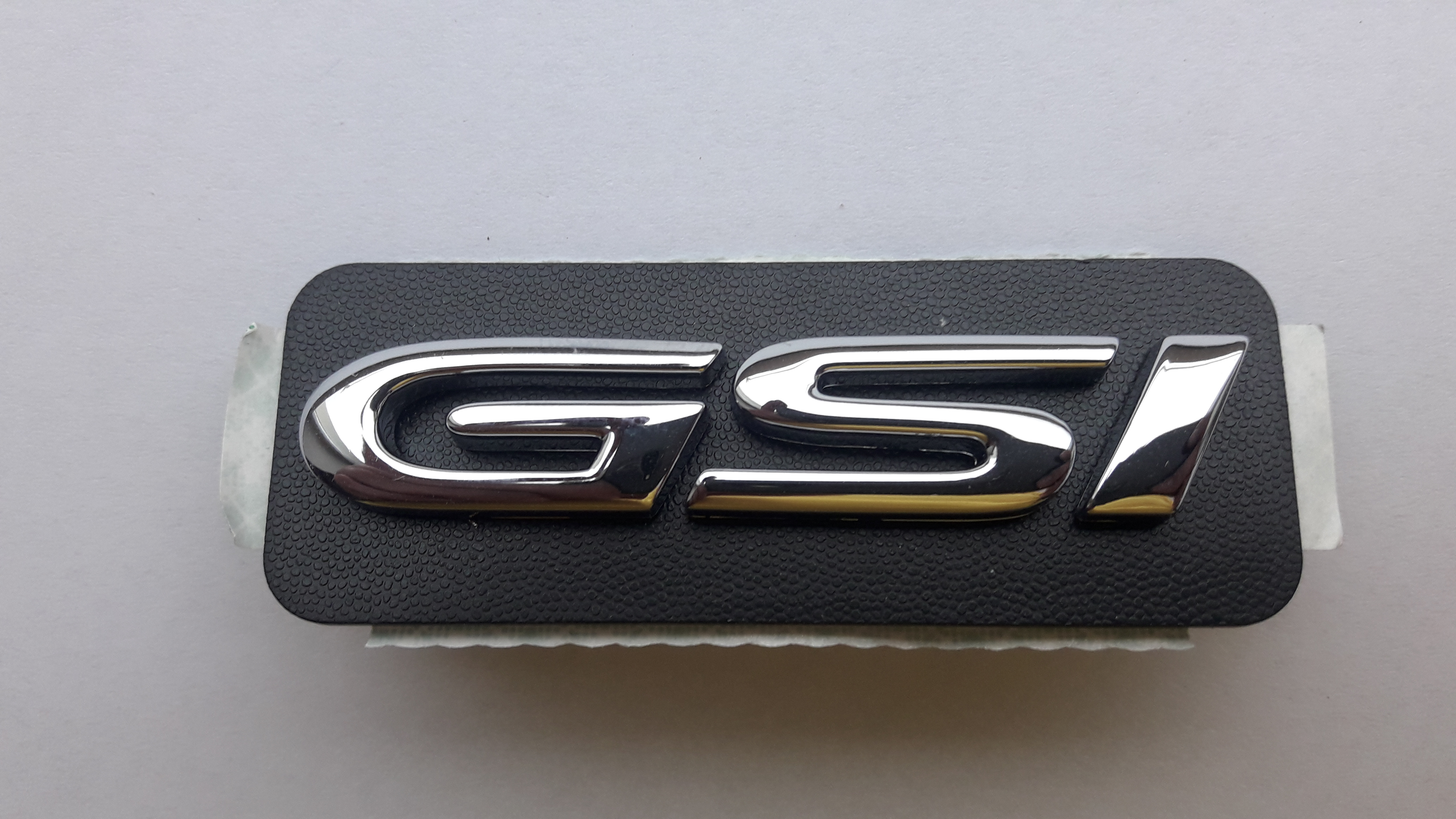
Opel Astra F GSI

Tato legendární sportovní verze se vyráběla v provedení třídveřový hatchback s motory C18XE 1.8 16V 92 kW/125 PS, C20NE 2.0 85 kW/115 PS, C20XE 2.0 16V 110 kW/150 PS. Tato verze má sportovní design. Nápaditá přední maska, kapota s kapkovitými výdechy, tvarově jiný přední a zadní nárazník, sportovní prahy, větší zadní okenní spoiler na pátých dveřích, zadní světla půlená na bílou vrchní část a spodní červenou naproti sériovému červeno-oranžové-bílé vůz zdobil nápis GSI 16v na pátých dveřích. Přístrojová deska s otáčkoměrem, teploměrem, palivoměrem, rychloměrem, informační displej hodiny, datum, čas. Po faceliftu vůz přišel o nápaditý body kit a vice připomínal obyčejnou Astru. Vůz měl brzdový systém od firmy Ate kotoučové brzdy na všech kolech vpředu s vnitřním chlazením, posilovač brzd a sériově montovaný elektronický protiblokovací systém ABS a ETC bránící prokluzu kol při akceleraci (Electronic Traction Control). Sportovní pětistupňová převodovka, sportovně laděný podvozek s plynovými tlumiči pérování. Sportovní sedačky Recaro vpředu s možností nastavění výšky sedáku u řidiče, vpředu rámové opěrky hlavy s nastavitelnou výškou a sklonem. Dokonce i Opel Astra F Caravan mohl pohánět motor C20NE 2.0 16V 110 kW/150 PS.

#### Opel Astra F SPORTIVE (1993)

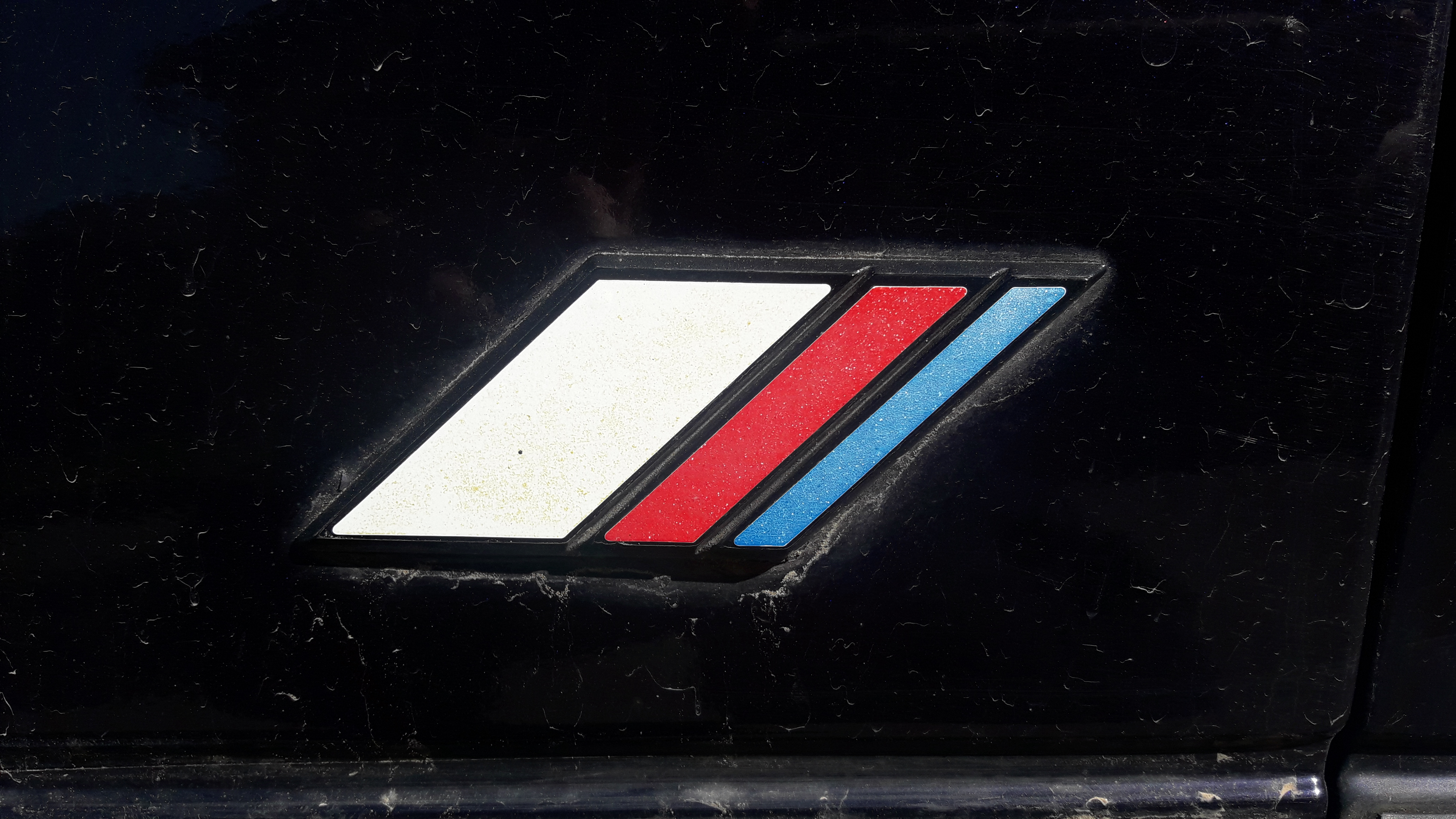
Opel Astra F SPORTIVE edition

Se sériovou výbavou přístrojová deska s otáčkoměrem, teploměrem, palivoměrem, rychloměrem, informační displej hodiny, datum, čas, posilovač řízení, airbag řidiče a spolujezdce, tónovaná skla, centrální zamykání, sportovní přední sedadla Recaro , zrcátka v barvě karoserie, přední a zadní nárazník částečně v barvě karoserie. Vůz měl okrasnou červenou linku na náraznících a v lištách na dveřích.

#### Opel Astra F DIAMOND (1993)
V té době velice exkluzivní edice Diamond s bohatou výbavou v karoseriích hatchback, sedan, kombi (caravan) s okrasným znakem na předních blatnících ve znaku diamantu, s ozdobnou stříbrnou linkou na náraznících a bočních lištách kolem vozu. Auto poháněly motory: 1.6 52 kW/71 PS, 1.8 66 kW/90 PS, 1.8 16V 92 kW/125 PS, 1.7D 40 kW/55 PS, 1.7TD 60 kW/82 PS. Mezi výbavu patřily kola z lehkých slitin pro tuto edici 5,5J×14 s pneu 175/65 R14, servořízení, ABS, stereo zvuk z 6 reproduktorů, přístrojová deska s otáčkoměrem, teploměrem, palivoměrem, rychloměrem, informační displej hodiny, datum, čas ,kožený volant, elektrické stahování předních oken, nastavitelné opěrky hlav předních sedadel, řidičovo sedadlo výškově nastavitelné, střešní okno. Zrcátka v barvě karoserie, přední a zadní nárazník částečně v barvě vozu. Barva vozu v barvách Smoke Grey, Spectral Blue, Aurora, Heliotrop.
Opel Astra F Elegance (1993–1994)

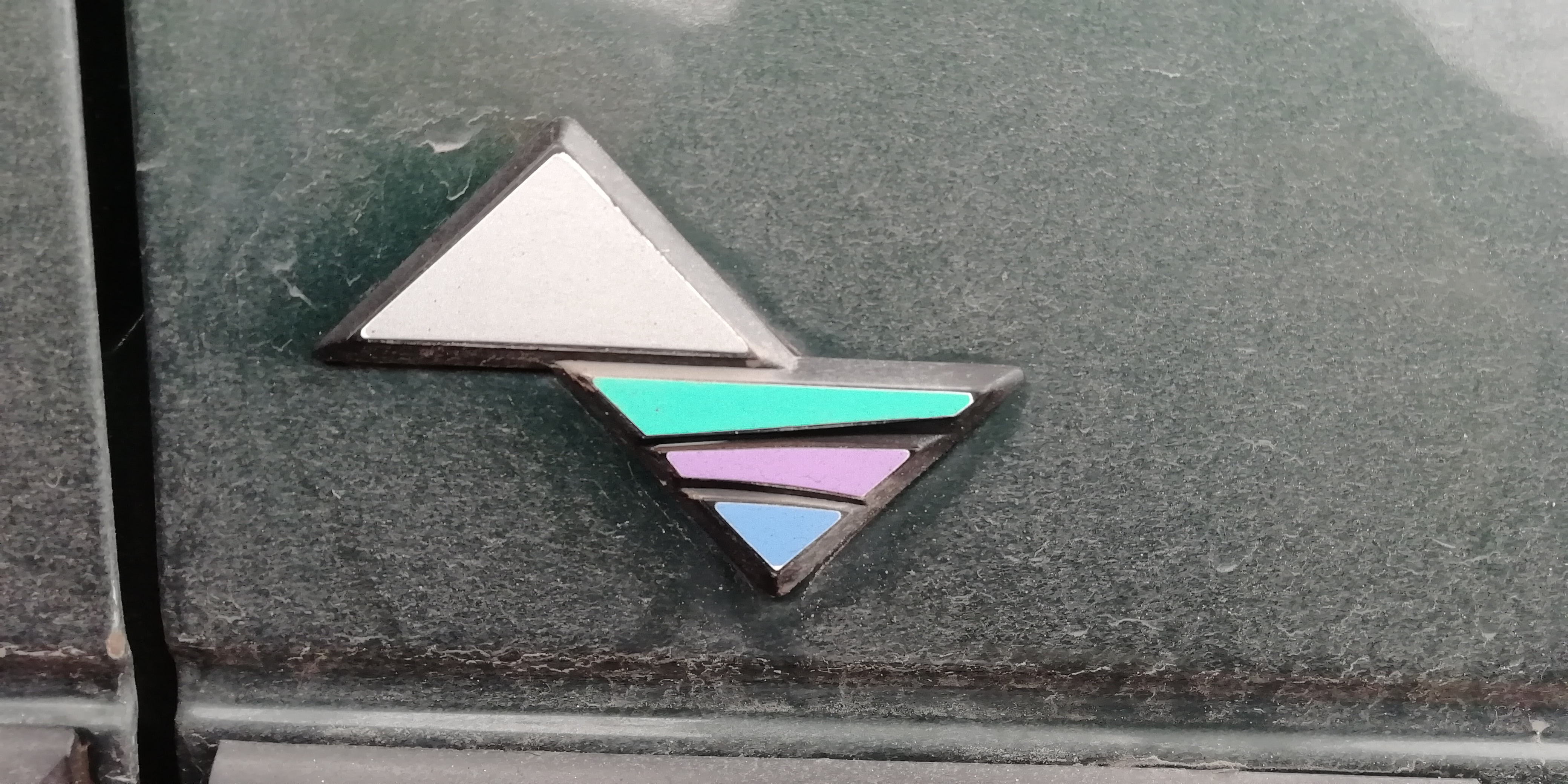
Opel Astra F ELEGANCE edition

Velice stylová edice Elegance s bohatou výbavou v motorizaci 1.6i (52 kW, 55 kW), 1.6SI (74 kW), 1.8i (66 kW), 1.8 16V (85 kW), 1.7TD (60 kW) v karoserii hatchback,sedan v barvách pro tuto edici tmavě zelená, fialová (heliotrop), stříbrná (smoke grey) s ozdobnou zlatou linkou kolem vozu na lištách a náraznících. Nárazníky částečně lakovány, zrcátka v barvě vozu. Vůz vybaven airbackem pro řidiče, řidičovo sedadlo výškově nastavitelné, radiem blaupunkt SC 202 stereo, přístrojová deska s otáčkoměrem, teploměrem, palivoměrem, rychloměrem, informační displej hodiny, datum, čas centrálním zamykáním, posilovačem řízení, ABS, kola z lehkých slitin, vzor čalounění „Dali“, střešní okno, dělená zadní sedadla.

#### Opel Astra F SUNSHINE (1995)

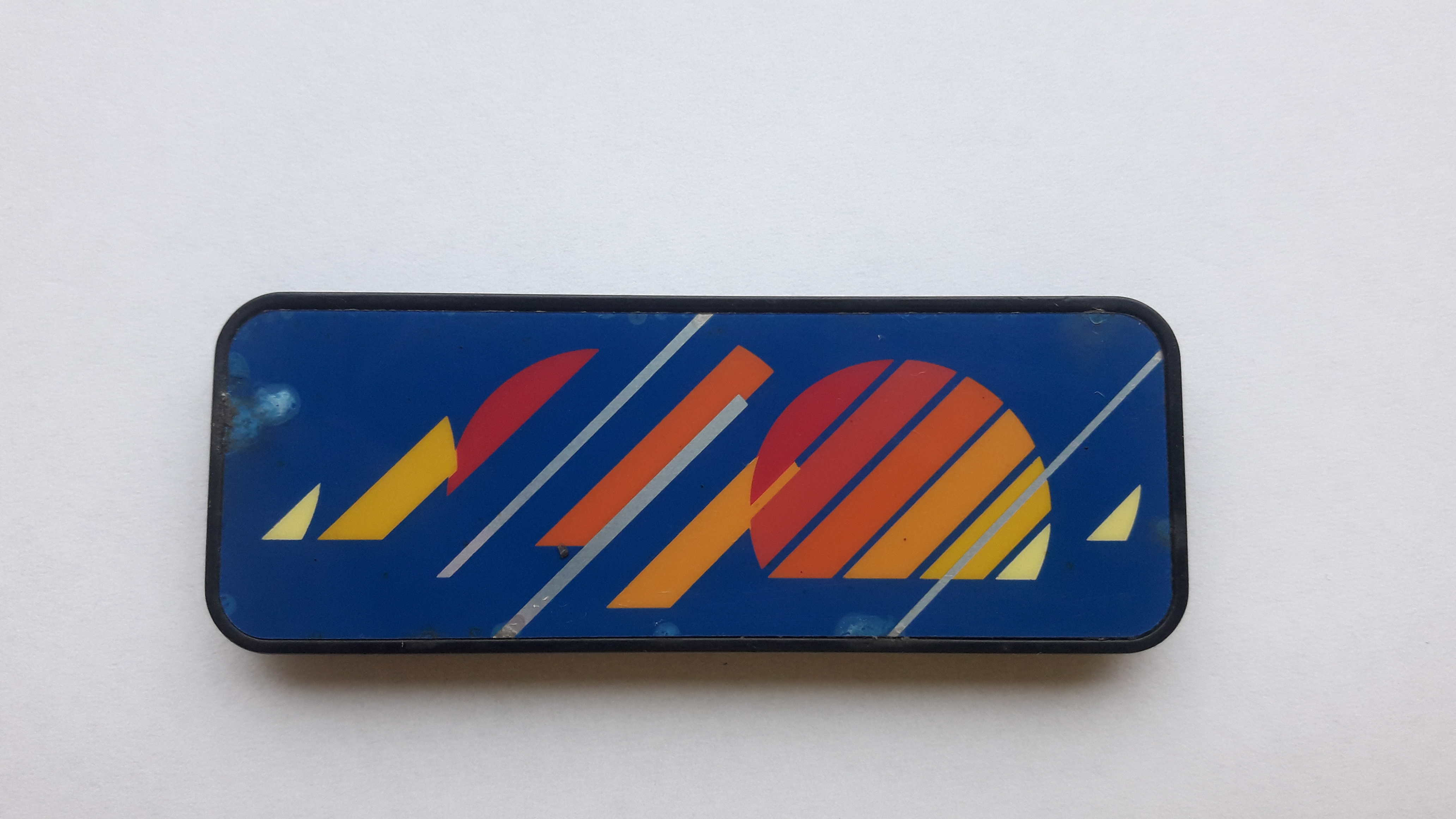
Opel Astra F SUNSHINE edition

Tato edice se vyráběla s motorizací: 1.4 (44 kW), 1.6 (52 kW), 1.6 16V (74 kW), 1.7D (50 kW).Výbava: přístrojová deska s otáčkoměrem, teploměrem, palivoměrem, rychloměrem, informační displej hodiny, datum, čas, posilovač řízení, řidičovo výškově nastavitelné sedadlo, kožený volant, rádio CAR300, SC 303, středová opěrka na zadních sedadlech. Střešní okno, ocelová kola 5,5J×14 175/65 R 14-82T s poklicemi pro tuto edici. Příplatková výbava: klimatizace.

#### Opel Astra F CHAMPION (I, II) (1996)

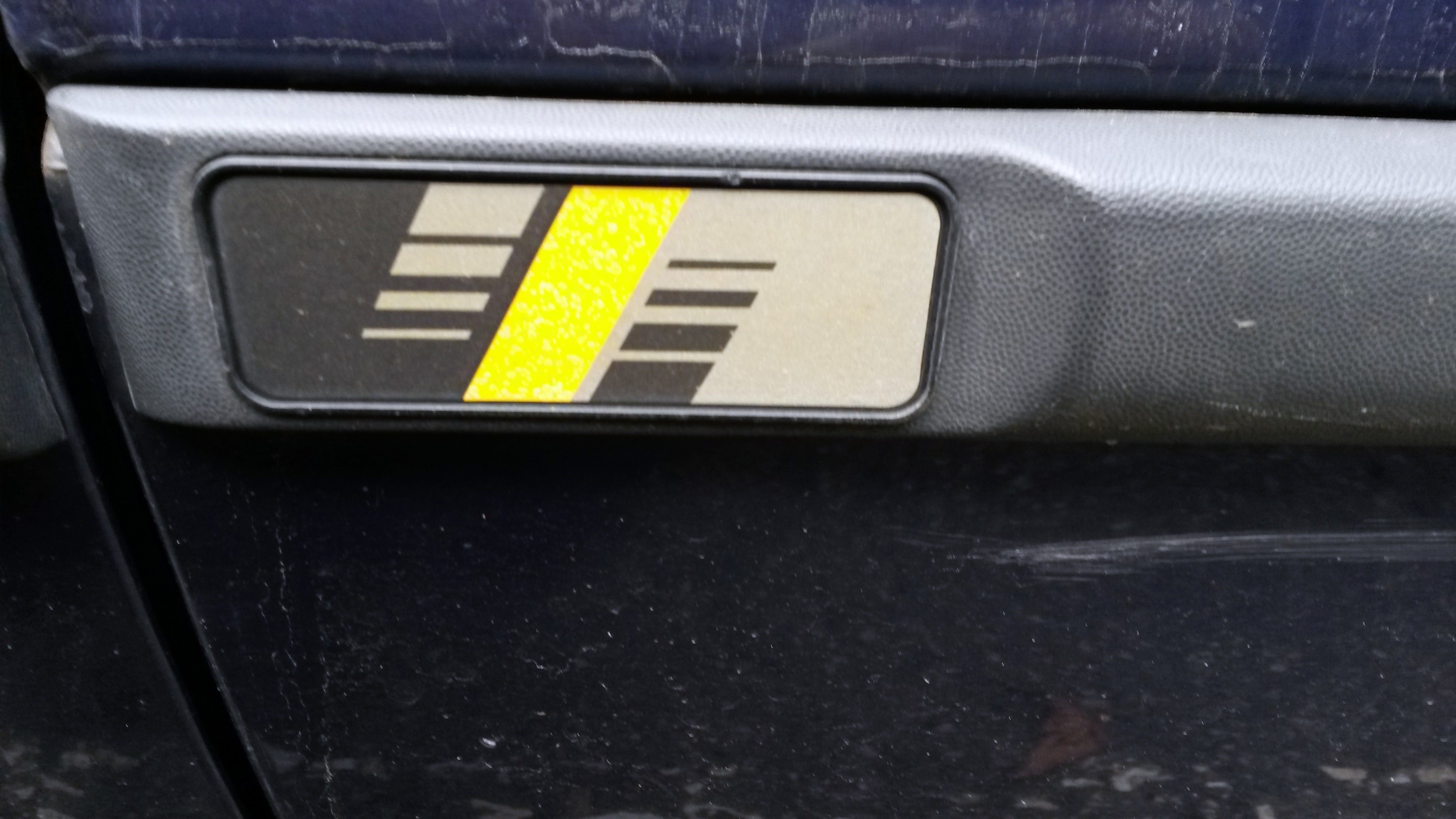
Opel Astra F CHAMPION I. edition

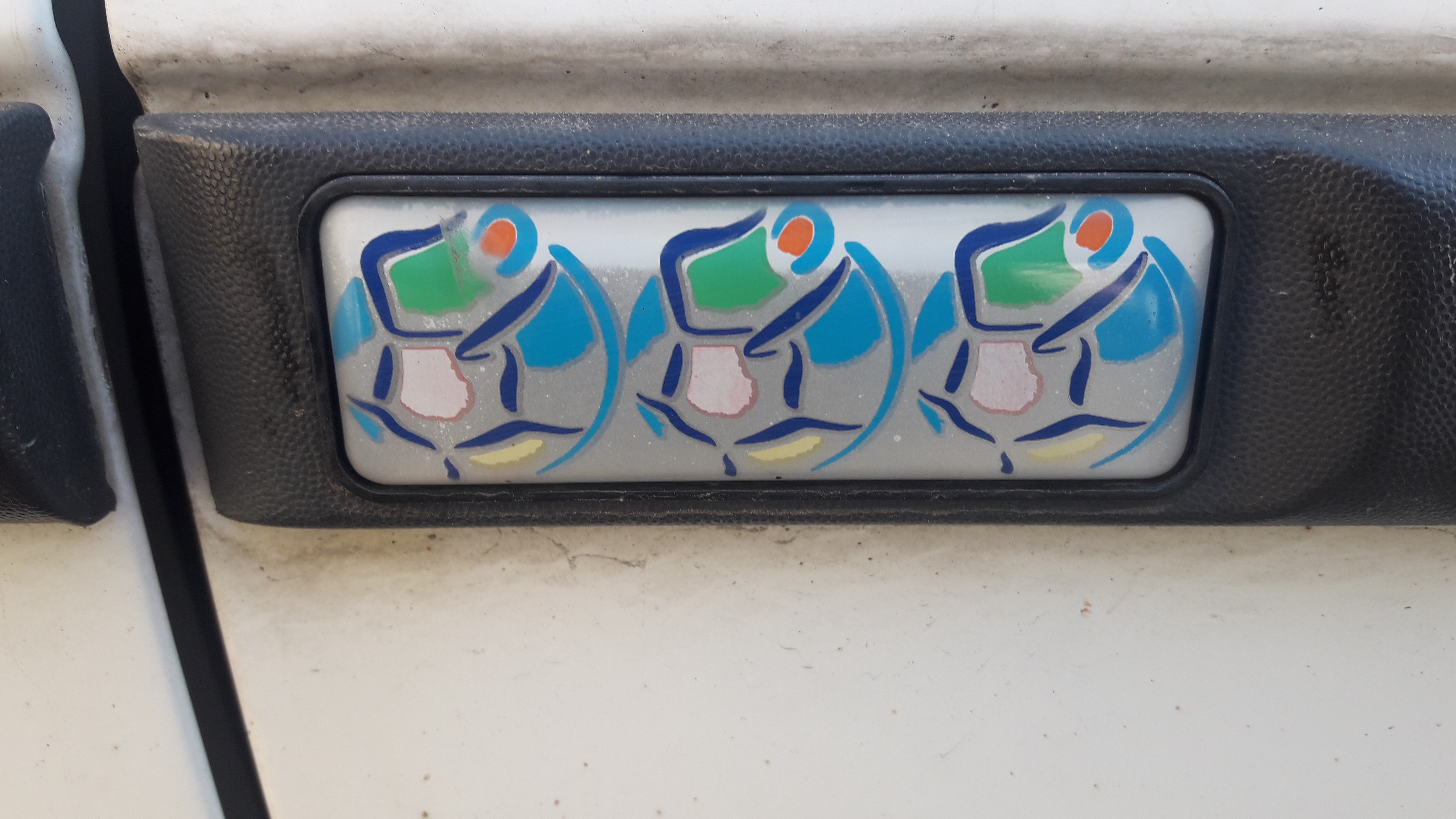
Opel Astra F CHAMPION II. edition

V roce 1996 byl Opel oficiálním sponzorem mistrovství Evropy v kopané EURO 96 a pro tuto příležitost vytvořil edici Champion. Tuto edici poháněl motor 1.4i (44 kW), 1.4 16V (66 kW), 1.6 (55 kW), 1.6 16V (74 kW), 1.8 16V (85 kW), 1.7D (50 kW), 1.7TD.
Vůz byl sériově vybaven výbavou: ABS, posilovačem řízení, mlhovými světlomety, tónovanými skly, elektricky ovládaným střešním oknem, centrálním zamykáním, imobilizérem, koženým volantem, přístrojová deska s otáčkoměrem, teploměrem, palivoměrem, rychloměrem, informační displej hodiny, datum, čas, airbagem pro řidiče a spolujezdce. Přední a zadní nárazník částečně v barvě karoserie. Zrcátka též v barvě vozu. Čalounění sedaček vlna, opěrky hlav na přední a zadní řadě sedadel, středová opěrka na zadních sedadlech, elektricky ovládaná anténa. Vůz šel v příplatkové výbavě doplnit rádiem s CD přehrávačem, klimatizací. V polovině roku 1996 pokračovala edice s názvem Champion II.

#### Opel Astra F COOL (1996)

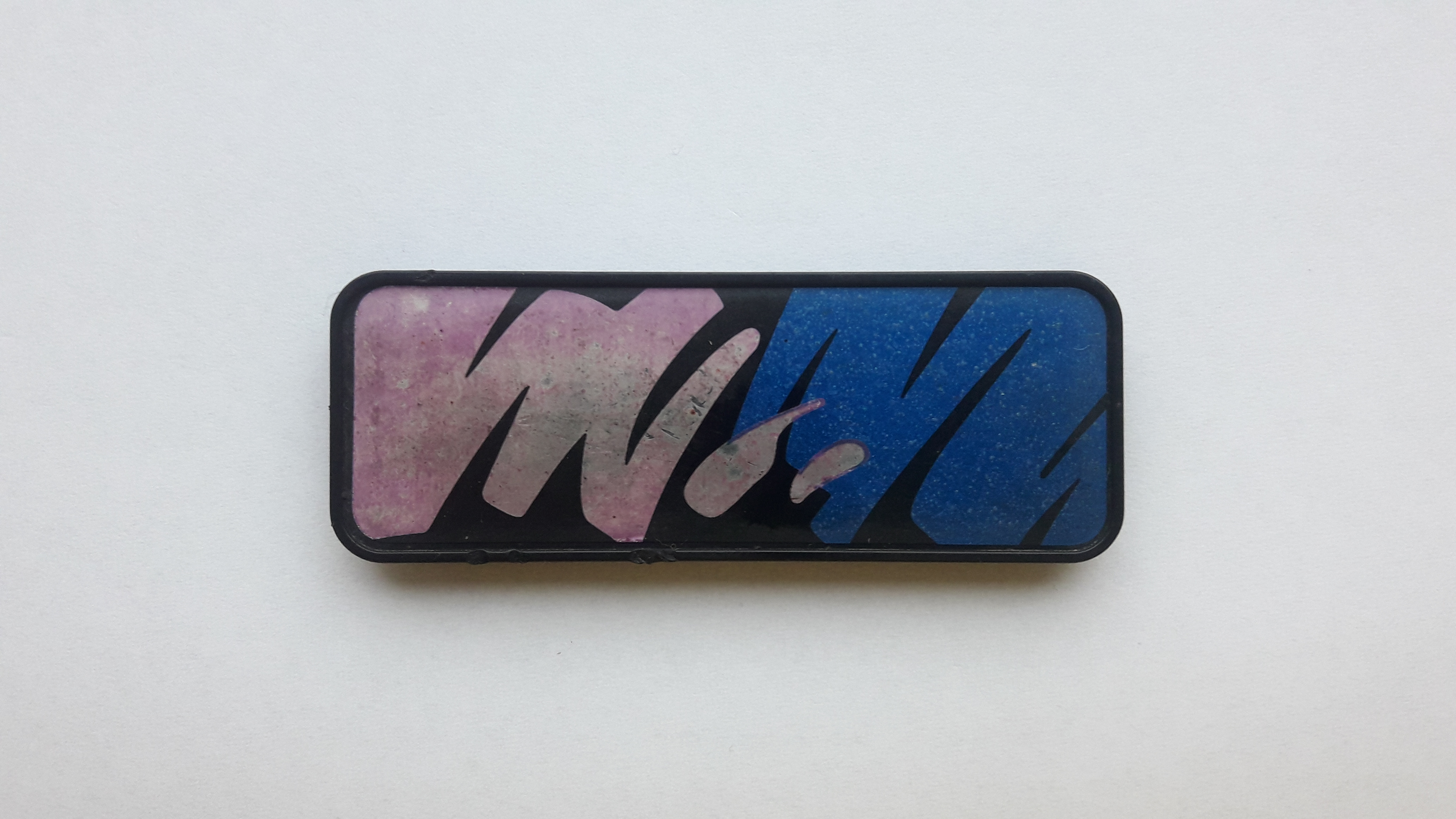
Opel Astra F COOL edition

S výbavou: posilovač řízení, ABS, klimatizace, airbag pro řidiče i spolujezdce, tónovaná skla, přední elektrické stahování oken, opěrky hlav, výškově nastavitelné sedadlo řidiče, dělená zadní sedadla, mlhová světla, přístrojová deska s otáčkoměrem, teploměrem, palivoměrem, rychloměrem, informační displej hodiny, datum, čas, rádio Blaupunkt CAR 300, ocelová kola 5,5J×14 s pneu 175/65 R14, centrální zamykání, imobilizér. V barvě karoserie zpětná zrcátka, přední a zadní nárazník nebo ve verzi částečně lakované.

#### Opel Astra F SEASON (1996)

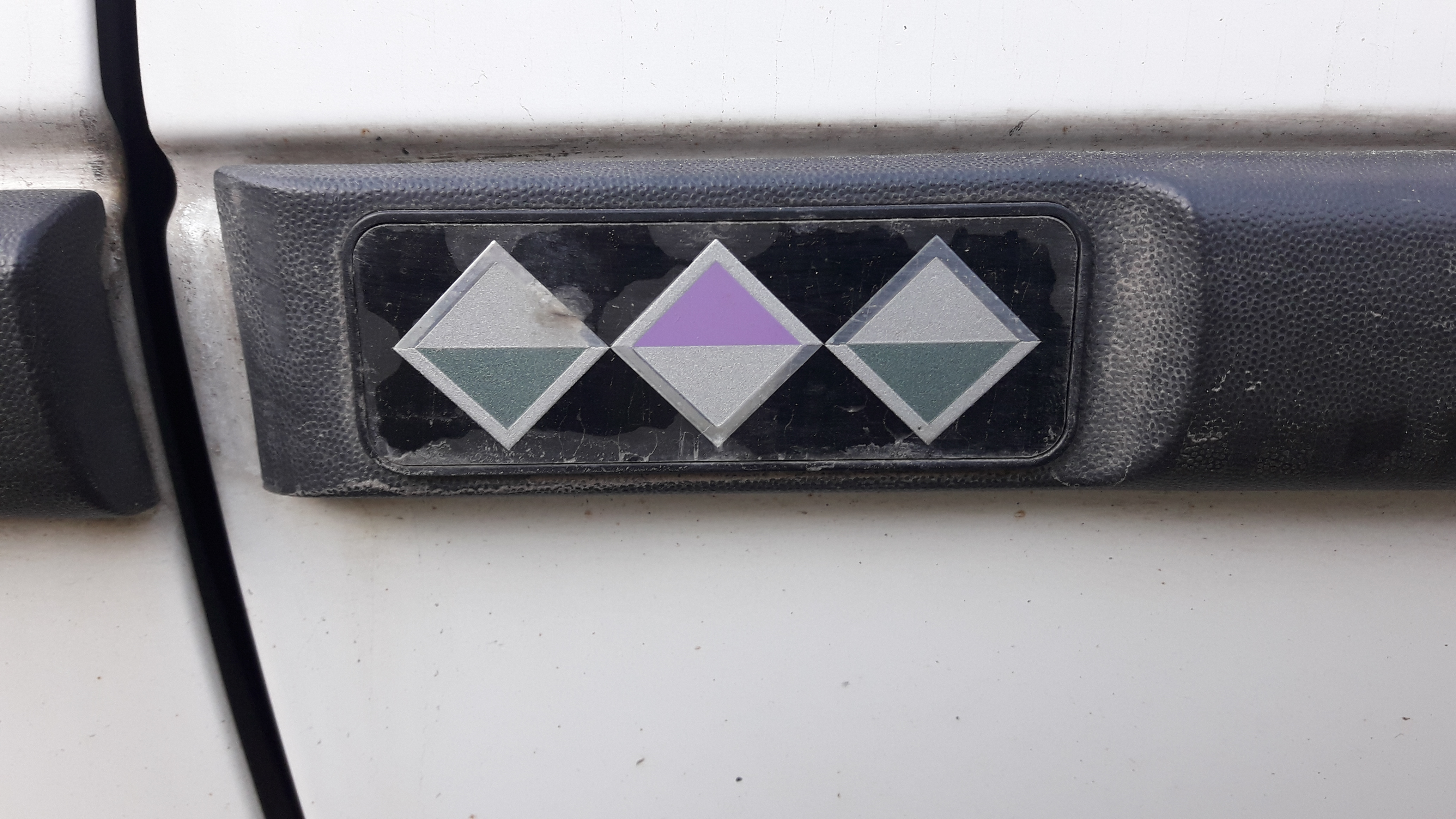
Opel Astra F SEASON edition

Se sériovou výbavou: posilovač řízení, přístrojová deska s otáčkoměrem, teploměrem, palivoměrem, rychloměrem, informační displej hodiny, datum, čas, střešní okno, ABS, airbag pro řidiče i spolujezdce, opěrky hlav, výškově nastavitelné sedadlo řidiče. Dělená zadní sedadla, mlhová světla, rádio Blaupunkt CAR 300, litá kola v 6paprskovém provedením nebo ocelová kola 5,5J×14 s pneu 175/65 R14, centrální zamykání, imobilizér. V barvě karoserie zpětná zrcátka, částečně v barvě přední a zadní nárazník.

#### Opel Astra F DREAM (1996)

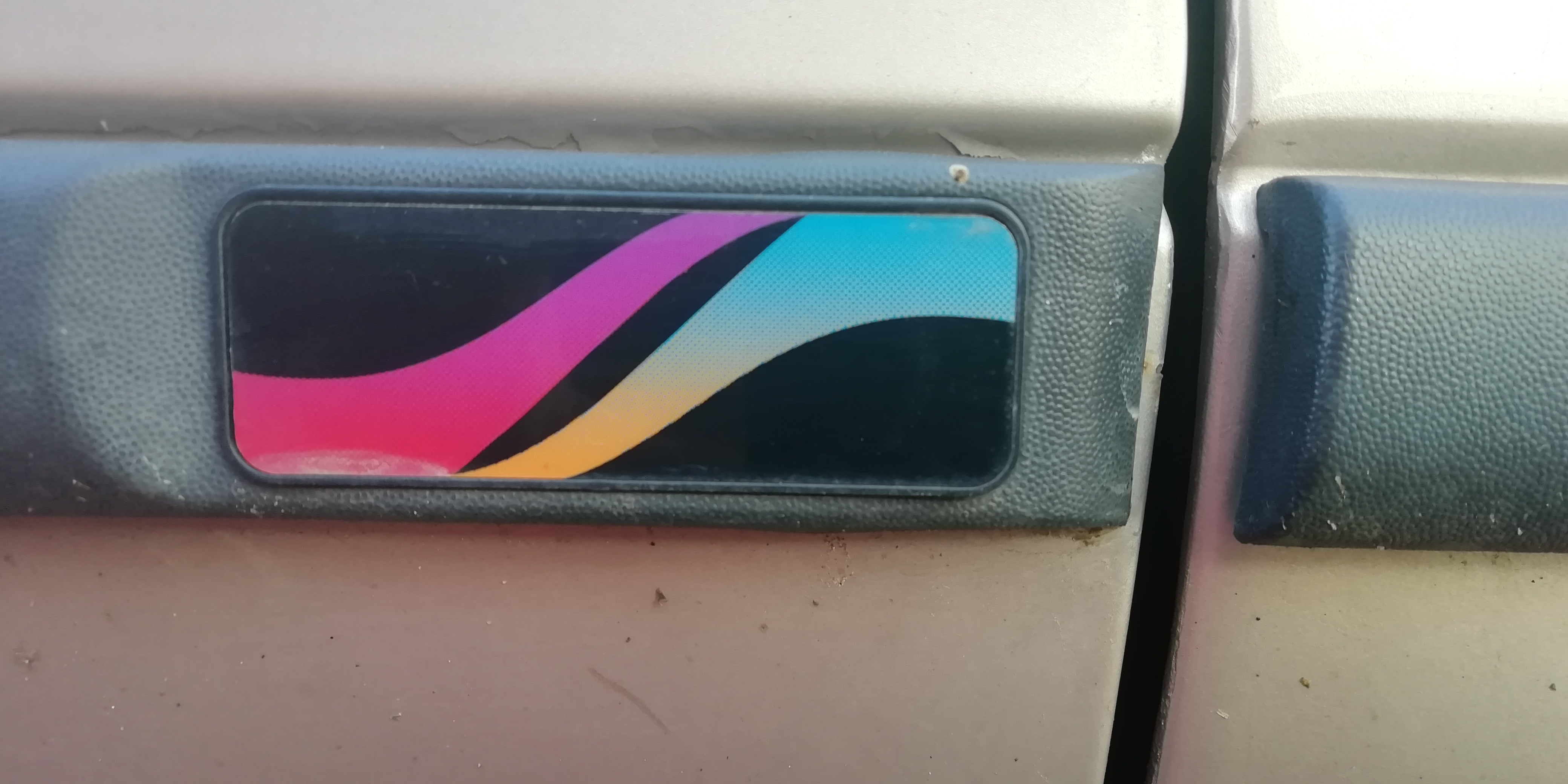
Opel Astra F DREAM edition

V sériové výbavě ABS, posilovač řízení, manuální klimatizace, imobilizér, centrální zamykání, elektronické nastavování zrcátek, přední elektrické stahování oken, střešní okno, mlhová světla, airbag řidiče i spolujezdce, přístrojová deska s otáčkoměrem, teploměrem, palivoměrem, rychloměrem, informační displej hodiny, datum, čas. V barvě karoserie zpětná zrcátka, přední a zadní nárazník.

#### Opel Astra F STYLE (1997)

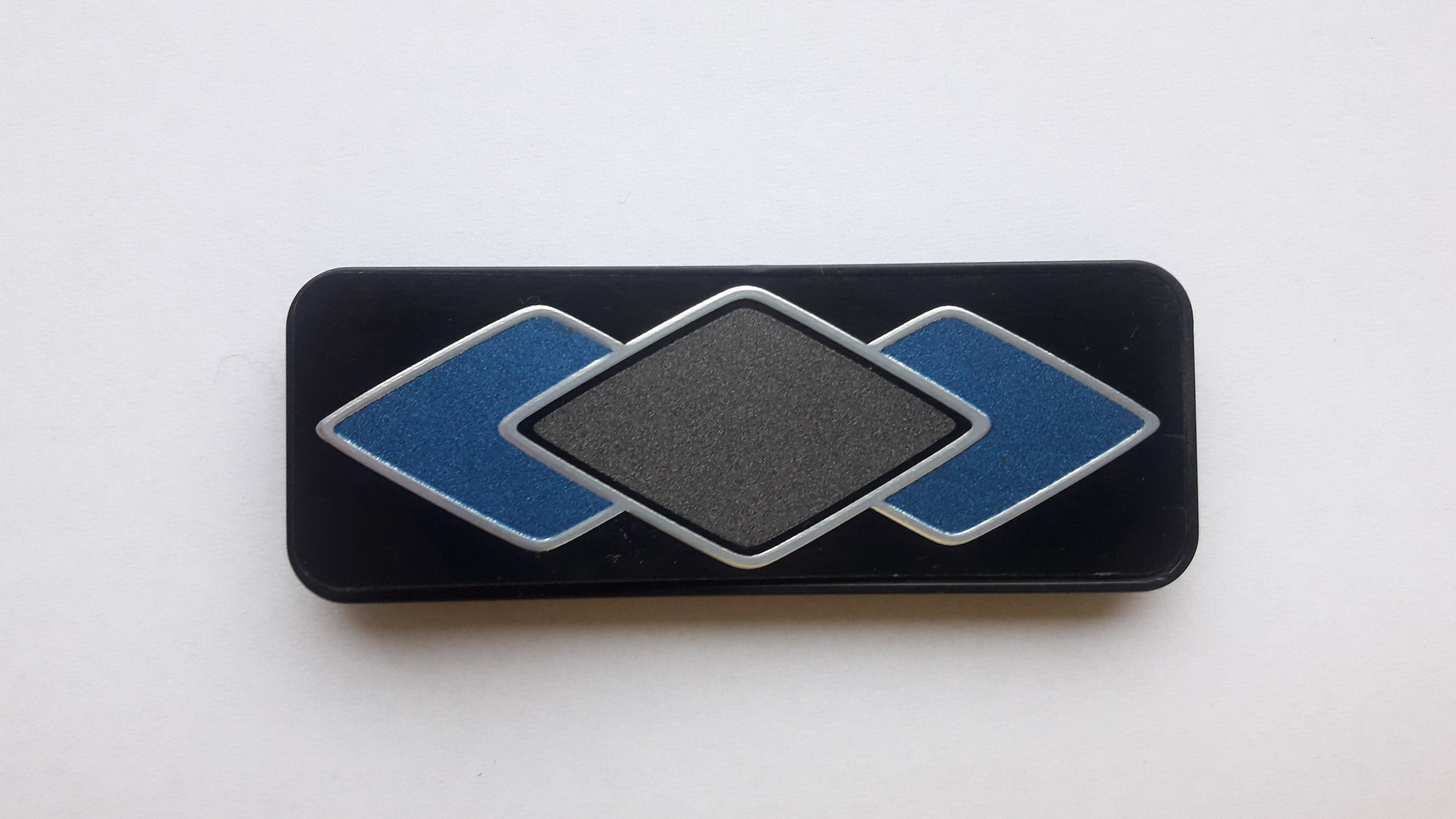
Opel Astra F STYLE edition

V sériové výbavě ABS, posilovač řízení, klimatizace manuální, imobilizér, centrální zamykání, elektronické nastavování zrcátek, přední elektrické stahování oken, tónovaná skla, mlhová světla, airbag řidiče i spolujezdce, přístrojová deska s otáčkoměrem, teploměrem, palivoměrem, rychloměrem, informační displej hodiny, datum, čas. V barvě karoserie zpětná zrcátka, přední a zadní nárazník.

#### Opel Astra F Impuls
Speciální edice vybavená elektrickým motorem, namísto spalovacího. Vyráběla se ve dvou verzích a to Impuls 2 s kapacitou 15 kWh, motorem o výkonu 45 kW a dojezdem 80 km a Impuls 3 s kapacitou 26 kWh, motorem o výkonu 42 kW a dojezdem 140 km. Elektrický pohon dodávala firma Zebra.

#### Opel Astra F Sport (1995-1996)
Je speciální edice první generace modelu Astra F, která byla vyráběna v letech 1995 až 1996. Tato verze se vyznačovala sportovním designem a technickými prvky inspirovanými vrcholnou verzí Astra GSi. Astra F Sport byla nabízena s 1.8 16V - 85kw (C18XEL) a 2.0 16V - 100kw (C20XEV). Byla vizuálně velmi podobná modelu GSi, a to zejména díky sportovním nárazníkům, Interiéru s anatomickými sedadly, specifickým kolům z lehkých slitin a sportovním volantem. Tato edice byla dostupná převážně ve třídveřové karoserii, ale existovaly i pětidveřové varianty.

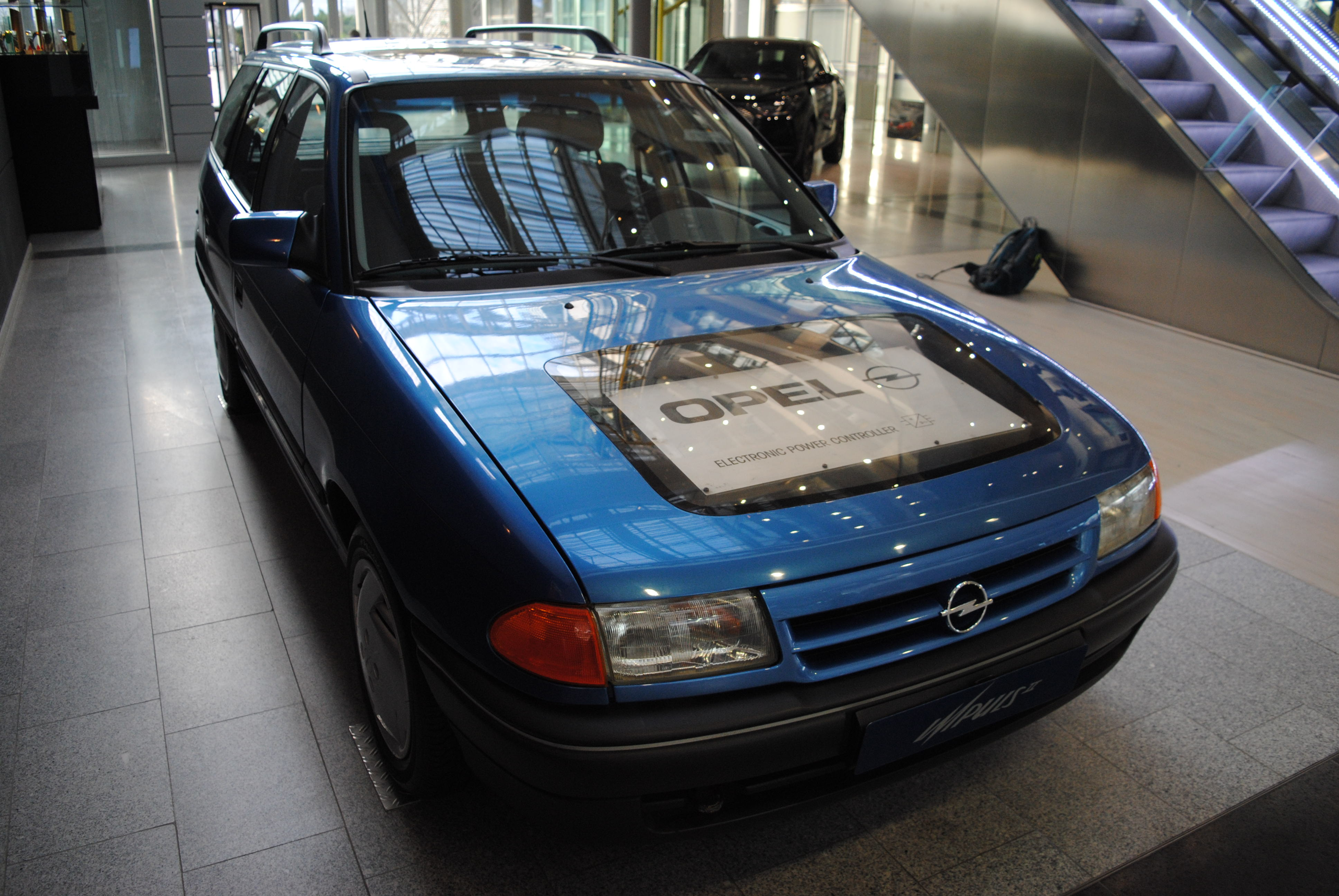
Opel Astra Impuls 2

#### Motory Ecotec

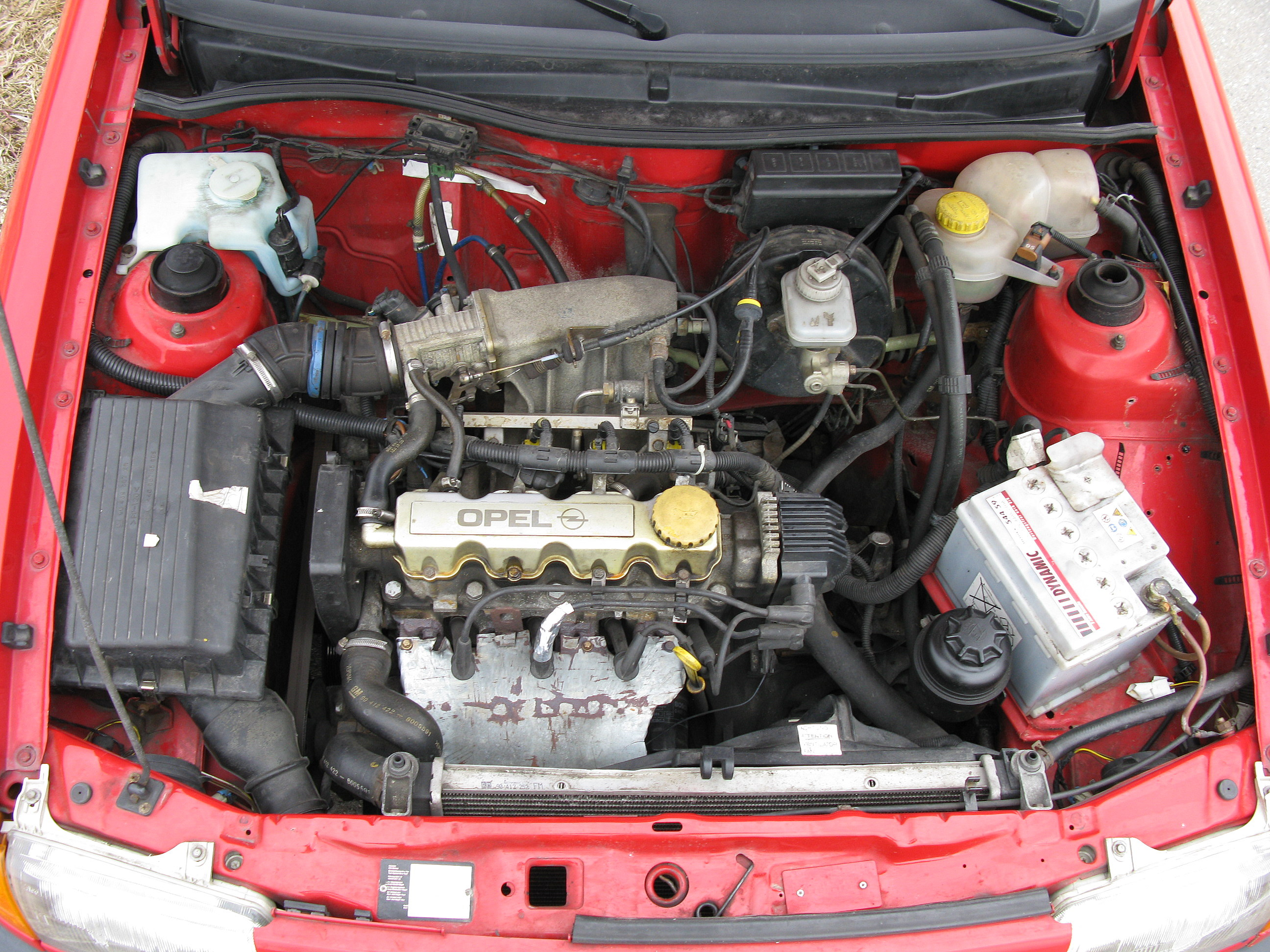
Zážehový motor 1,6i 8V

Motory ecotec se dodávaly v obsazích:
- 1,4 l 16V (X14XE 66 kW/90 PS)
- 1,6 l 16V (X16XEL 74 kW/100 PS)
- 1,8 l 16V (X18XE 85 kW/115 PS)
- 1,8 l 16V (X18XEL 85 kW/115 PS)
- 2,0 l 16V (X20XEV 100 kW/136 PS)

Mezi dobré vlastnosti tohoto vozidla patří dobrý a výkonný motor, nízké provozní náklady, vysoká spolehlivost, malá spotřeba. Ve své době velice oblíbené auto u veřejnosti i firem jako služební vůz.

### Motory
| Motor         | Výkon                        | Točivý moment         | Zdvihový objem (cm³) | Typové označení              |
| ------------- | ---------------------------- | --------------------- | -------------------- | ---------------------------- |
| 1.4           | 44 kW/60 PS při 5600 otáč.   | 103 Nm při 2600 otáč. | 1388                 | C14NZ                        |
| 1.4           | 44 kW/60 PS při 5200 otáč.   | 103 Nm při 2800 otáč. | 1388                 | X14NZ                        |
| 1.4           | 60 kW/82 PS při 5800 otáč.   | 113 Nm při 3400 otáč. | 1388                 | (1,4Si) C14SE                |
| 1.4i 16V      | 66 kW/90 PS při 6000 otáč.   | 125 Nm při 4000 otáč. | 1388                 | X14XE                        |
| 1.6           | 52 kW/72 PS při 5000 otáč.   | 128 Nm při 2800 otáč. | 1598                 | X16SZ                        |
| 1.6           | 55 kW/75 PS při 5200 otáč.   | 125 Nm při 2800 otáč. | 1598                 | X16SZR/C16NZ                 |
| 1.6si         | 74 kW/100 PS při 5800 otáč.  | 135 Nm při 3400 otáč. | 1598                 | C16SE                        |
| 1.6 16V       | 74 kW/100 PS při 6200 otáč.  | 148 Nm při 3500 otáč. | 1598                 | X16XEL                       |
| 1.8i          | 66 kW/90 PS při 5400 otáč.   | 145 Nm při 3000 otáč. | 1796                 | C18NZ                        |
| 1.8i 16V      | 85 kW/115 PS při 5400 otáč.  | 168 Nm při 4000 otáč. | 1799                 | C18XEL                       |
| 1.8i 16V      | 85 kW/115 PS při 5400 otáč.  | 170 Nm při 3600 otáč. | 1799                 | X18XE                        |
| 1.8i 16V      | 92 kW/125 PS při 5600 otáč.  | 168 Nm při 4800 otáč. | 1799                 | C18XE GSI                    |
| 2.0           | 85 kW/115 PS při 5200 otáč.  | 170 Nm při 2600 otáč. | 1998                 | C20NE GSI                    |
| 2.0 16V       | 100 kW/136 PS při 5600 otáč. | 188 Nm při 3200 otáč. | 1998                 | X20XEV GSI                   |
| 2.0 16V       | 110 kW/150 PS při 6000 otáč. | 196 Nm při 4800 otáč. | 1998                 | C20XE GSI                    |
| 2.0 16V Turbo | 150 kW/204 PS při 5600 otáč. | 280 Nm při 2400 otáč. | 1998                 | C20LET 200TS (Pouze pro JAR) |

| Motor | Výkon                      | Točivý moment         | Zdvihový objem (cm³) | Typové označení                  |
| ----- | -------------------------- | --------------------- | -------------------- | -------------------------------- |
| 1.7   | 42 kW/57 PS při 4600 otač. | 105 Nm při 2400 otač. | 1688                 | 17YD                             |
| 1.7   | 44 kW/60 PS při 4600 otač. | 105 Nm 2400 otač.     | 1688                 | 17DR                             |
| 1.7   | 50 kW/68 PS při 4500 otač. | 132 Nm při 2400 otač. | 1700                 | X17DTL (TD)                      |
| 1.7   | 60 kW/82 PS při 4400 otač. | 168 Nm při 2400 otač. | 1688                 | TC4EE1/X17DT (TDS) (motor Isuzu) |

| Motor    | Výkon       | Kapacita akumulátoru | Dojezd | Typ akumulátoru |
| -------- | ----------- | -------------------- | ------ | --------------- |
| Impuls 3 | 42 kW/57 PS | 26 kWh               | 140 km | NaNiCl          |
|          |             |                      |        |                 |
| Impuls 2 | 45 kW/60 PS | 15 kWh               | 80 km  | NiCd            |

## Astra G (1998–2010)

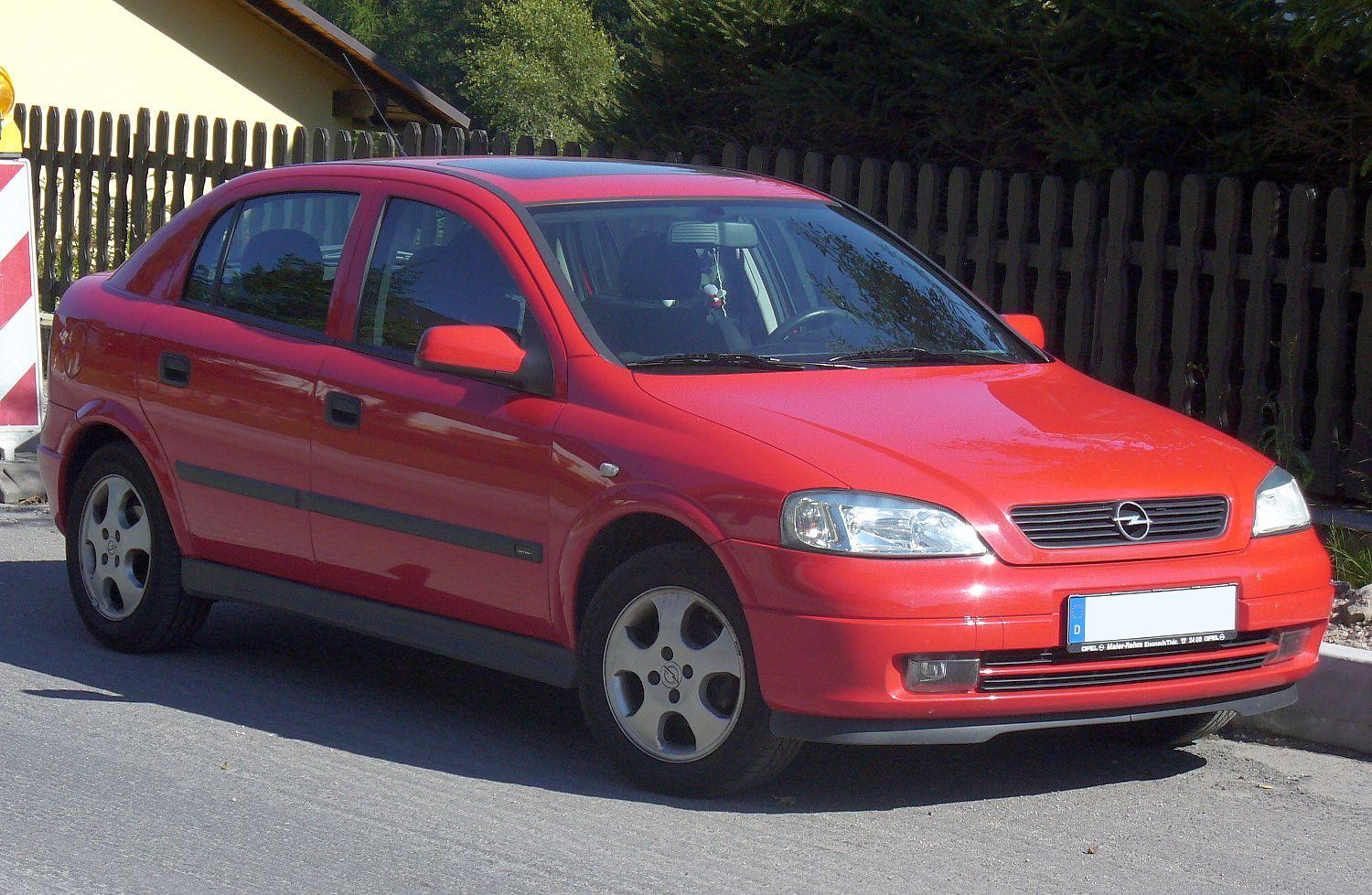
Astra druhé generace (5dv. hatchback)

Je označována písmenem G. Objevila se v roce 1998. Vzhled byl zcela přepracován, nabídka karosářských variací zůstala. Výroba probíhala v Antverpách (Belgie), Bochumi a Eisenachu (Německo), v Gliwicích (Polsko) a v Ellesmere Port (Velká Británie). Pestrá nabídka karosářských verzí obsahovala tří a pětidveřový hatchback, sedan, kombi, dvoudveřové kupé a z něj odvozený kabriolet. V roce 1999 vůz podstoupil nárazové testy Euro-NCAP, ve kterých získal 4 hvězdičky.
Od roku 2004 do roku 2010 se pod označením Opel Astra Classic II vyráběla ve variantách 5dv. hatchback, sedan a kombi v polských Gliwicích, odtud byla dodávána převážně do zemí východní Evropy kde je stále oblíbená i přesto, že byla v roce 2004 představena třetí generace Opelu Astra (označení H).
S druhou generací Opelu Astra se nově představila ryze sportovní verze s označením OPC (Opel performance center), nejprve ve slabší verzi označované OPC 1 se zážehovým atmosférickým motorem X20XER naladěným na výkon 118 kW (160 k) bez větších změn vzhledu. Později ve verzi OPC 2 se zážehovým přeplňovaným motorem (výfukové turbodmychadlo) Z20LET o výkonu 141 kW (192 k), později 147 kW (200 k) a s rozsáhlou úpravou vzhledu vozu (speciální nárazníky, prahy, spoilery, kola atd.). Pro všechny vozy Opel s označením OPC je typická modrá (metalická) barva s označením Arden Blau. Tuto barvu nelze objednat na žádné jiné provedení vozu. Opel Astra OPC se ale také objevuje i v dalších barvách (černá – metalická, stříbrná – metalická, červená – základní).
Karoserie všech verzí druhé generace Opelu Astra je plně galvanizována.[zdroj?]
Druhá generace Opel Astra již netrpí kolísající kvalitou výroby a špatnou antikorozní ochranou.[zdroj?]
Opel Astra Van, třídveřová dodávka odvozená od vozu Opel Astra G, získala titul „Van of the year 1999“.[zdroj?]

### Motory
Zážehové motory
- 1.2 16V ECOTEC Z12XE (48 kW/68 k)
- 1.2 16V ECOTEC (55 kW/75 k)
- 1.4 16V ECOTEC X14XE/Z14XE (66 kW/90 k)
- 1.6 8V X16SZR (55 kW/75 k)
- 1.6 8V Z16SE (62 kW/84 k)
- 1.6 16V ECOTEC X16XE/Z16XE (74 kW/100 k)
- 1.6 16V ECOTEC Z16XEP (76 kW/103 k)
- 1.8 16V ECOTEC X18XE/Z18XE(92 kW/125 k)
- 2.0 16V ECOTEC X20XEV (100 kW/136 k)
- 2.0 16V ECOTEC X20XER (118 kW/160 k)
- 2.0 16V Turbo ECOTEC Z20LET (141 kW/192 k, 147 kW/200 k)
- 2.2 16V ECOTEC Z22SE (108 kW/147 k)

Vznětové motory
- 1.7 TD 8V X17DTL (50 kW/68 k)
- 1.7 DTI 16V Y17DT (55 kW/75 k)
- 1.7 CDTI 16V Z17DTL (59 kW/80 k)
- 2.0 DI 16V ECOTEC X20DTL/Y20DTL (60 kW/82 k)
- 2.0 DTI 16V ECOTEC Y20DTH (74 kW/101 k)
- 2.2 DTI 16V ECOTEC Y22DTR (92 kW/125 k)

## Astra H (2004–2014)

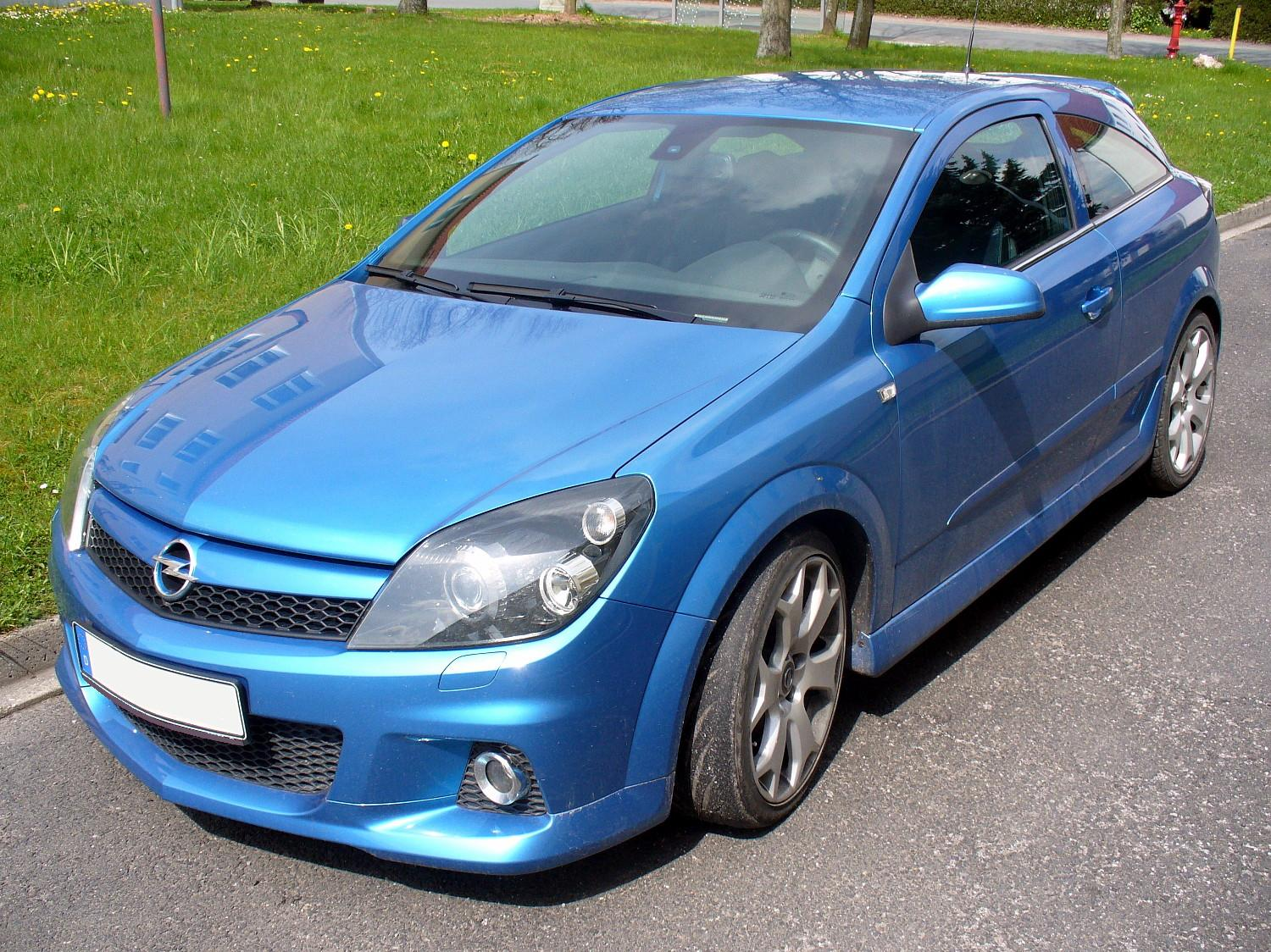
třetí generace ve verzi OPC

Generace H se představila ve Frankfurtu v roce 2003. Tvary vozu jsou velmi sportovní. Karosářské verze opět zůstaly, jen kupé a kabriolet se podle poslední módy v automobilismu změnily v jeden automobil typu kupé-kabriolet s ocelovou 3dílnou skládací střechou a 3dv. hatchback dostal označení Astra GTC (Gran Tourismo Compact). Od roku 2010 se vyrábí pouze 5dv. hatchback, 5dv. kombi a 4dv. sedan pod názvem Astra Classic III kvůli odlišení od nové generace představené v roce 2010. Tato generace astry se vyráběla i v USA, s názvem Saturn Astra. Rozdíly mezi Opel Astra a Saturn Astra je jiné logo a lepší výbava. V Dnešní době se toto vozidlo v USA na ulicích vidí zřídka.

### Verze OPC
Je poháněn přeplňovaným motorem 2.0 Turbo o výkonu 177 kW/240 k, který pohání přední kola. Převodovka je manuální šestistupňová. Zrychlení z 0 na 100 km/h je méně než 7 sekund a rychlost více než 240 km/h. Vysokému výkonu motoru je uzpůsoben podvozek.
Vůz je vybaven osmnáctipalcovými litými koly s pneumatikami 225/45 R18. Na přání lze dodat kola devatenáctipalcová. Oproti běžné verzi má Astra OPC větší sací otvory v předním nárazníku. Maska chladiče má strukturu včelí plástve. Nad zadním oknem je umístěn střešní spojler. Koncovka výfuku s lichoběžníkovým průřezem je vyvedena uprostřed. V interiéru jsou sportovní sedadla Recaro. Vůz je v prodeji od roku 2005.

### Motory

#### Zážehové motory
- 1,4 TWINPORT 66 kW (90 k) a točivý moment 125 Nm
- 1,6 77 kW (105 k) a 150 Nm.
- 1,6 VVT 85 kW (115 k) při 6000 ot/min a 155 Nm
- 1,6 TURBO 132 kW (180 k) a 230 Nm.
- 1,8 VVT 103 kW (140 k) a 175 Nm
- 2,0 125 kW (170 k) a 250 Nm již při 1950 ot/min
- 2,0 TURBO 147 kW (200 k) a 262 Nm.
- 2,0 TURBO 177 kW (240 k) a 320 Nm.

#### Vznětové motory
- 1,3 CDTI s 55 kW nebo 66 kW (75 k nebo 90 k) – agregát původně od Fiatu
- 1,7 CDTI s 59 kW (80 k) a 170 Nm v 1800 ot/min
- 1,7 CDTI s turbodmychadlem 74 kW (100 k) a 240 Nm
- 1,7 CDTI s 92 kW (125 k)
- 1,9 CDTI s 88 kW (120 k) a 280 Nm
- 1,9 CDTI s Common-rail 110 kW (150 k) a 320 Nm – agregát původně od Fiatu

## Astra J (2009–2015)

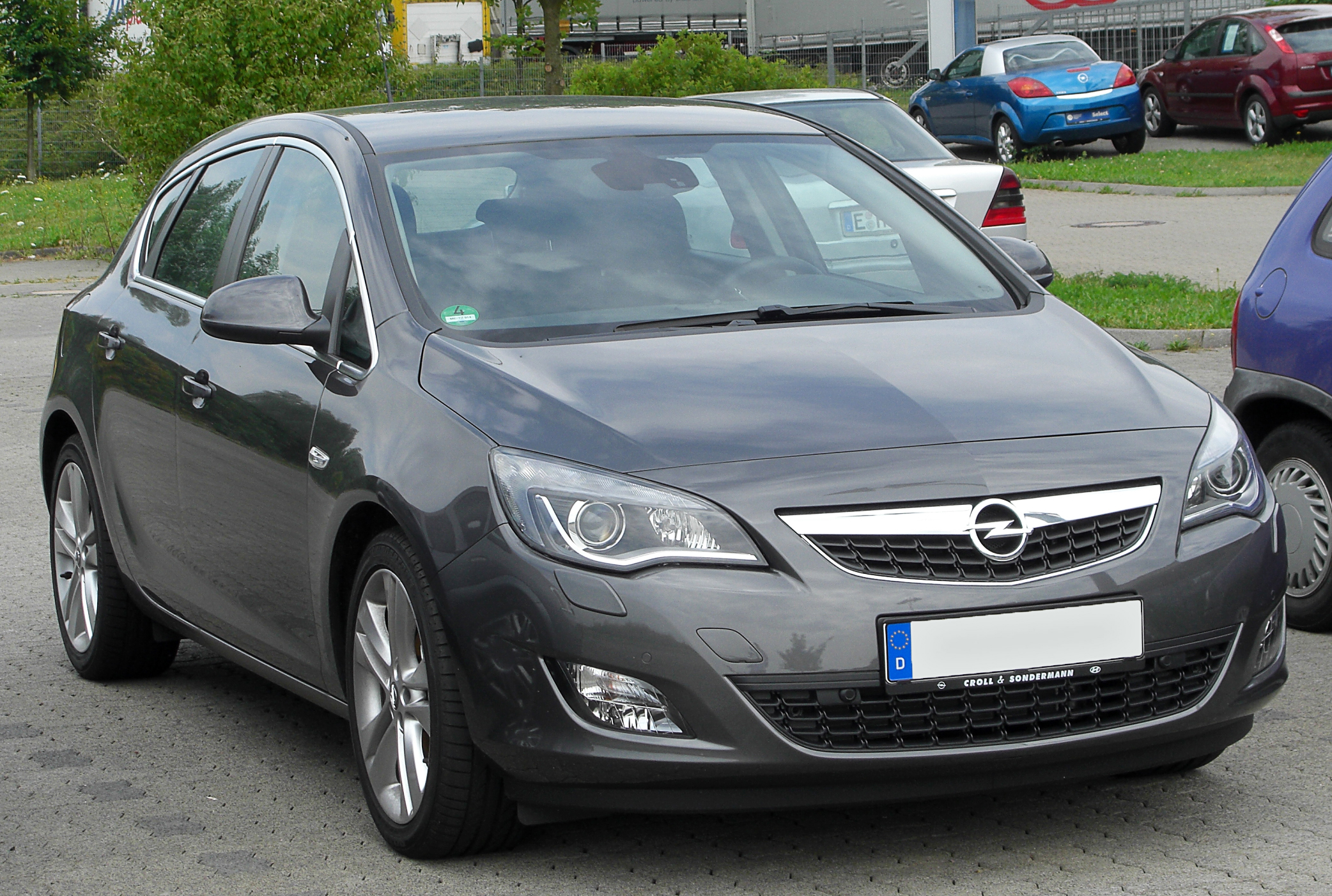
Opel Astra J

Čtvrtá generace Astry byla představena v roce 2009 na Frankfurtském autosalonu. Výroba tohoto modelu byla ukončena v roce 2015 a nahrazena generací K)

### Motory
Zážehové motory
- 1,4 16V (74 kW)
- 1,6 16V (85 kW)
- 1,4 Turbo (88–103 kW)
- 1,6 Turbo (132 kW)
- 1,6 SIDI Turbo (125 kW)
- 2,0 Turbo OPC (206 kW)

Vznětové motory
- 1,3 CDTi (70 kW) – agregát z dílny Fiatu
- 1,6 CDTi (81/100 kW) – Euro 6 – agregát z dílny Opelu
- 1,7 CDTi (81–96 kW) – Euro 5 – agregát od Isuzu
- 2,0 CDTi (118–143 kW) – agregát původně od Fiatu

## Astra K (2015–2021)

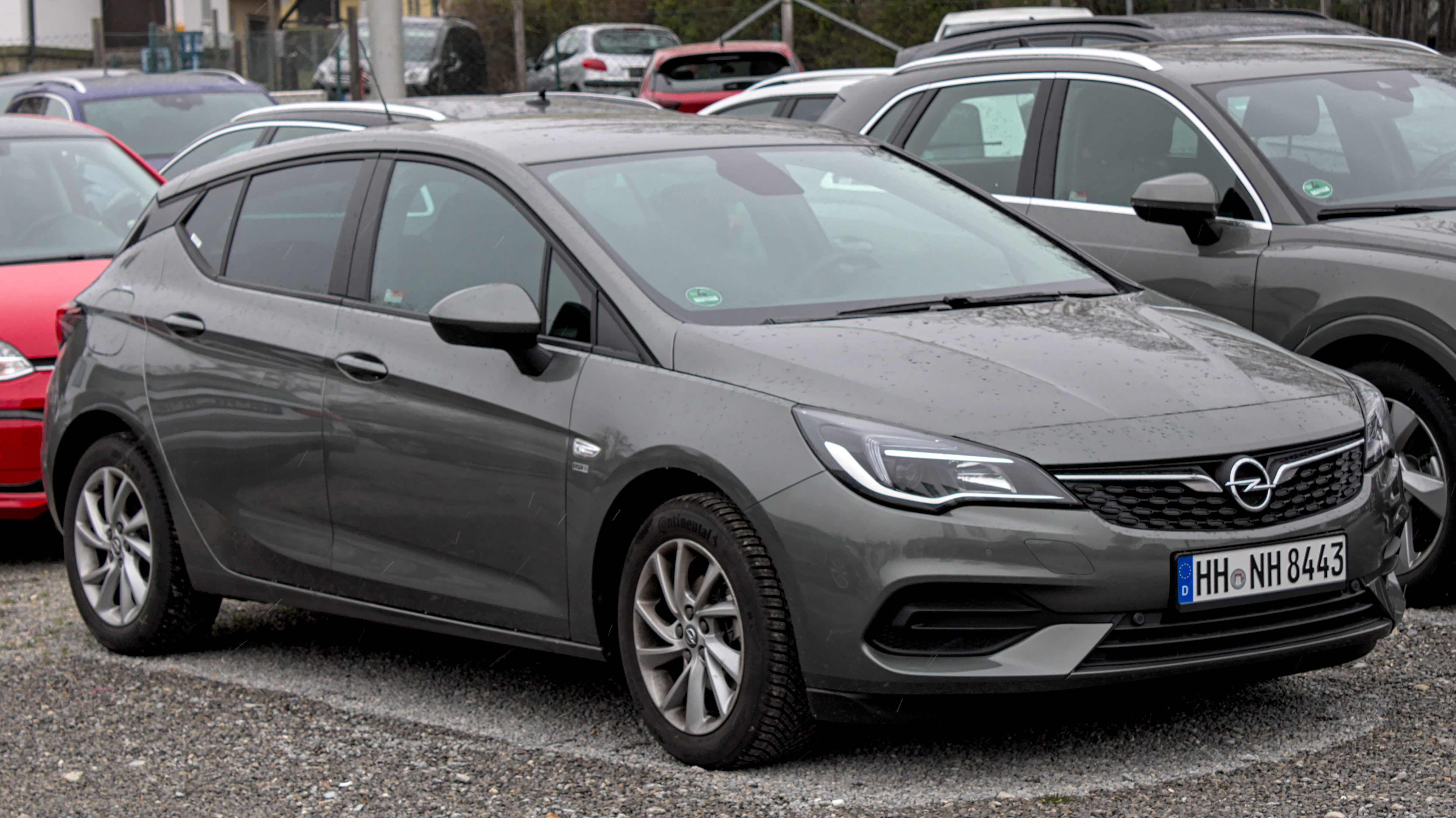
Opel Astra K

Model páté generace vyhrál evropský titul Auto roku 2016, když byl novináři zvolen jako nejlepší vůz ze všech automobilových tříd. Pyšní se také mezinárodní cenou SAFETYBEST 2015 a pěti bezpečnostními hvězdičkami v testu agentury Euro NCAP. Oproti předchozí generaci je nová Astra o 120 kg lehčí i díky změněnému designu karoserie, u které došlo ke zmenšení vnějších rozměrů auta (4370 × 1809 × 1485), avšak prostorný interiér zůstal zachován. Astra byla vybavena adaptivními světly intellilux LED matrix, které patří k světlům vyšší třídy. Designeři také mysleli na časté využití mobilních telefonů, a tak bylo auto vybaveno např. systémem Open OnStar.

### Motory

#### Benzínové
- atmosférický čtyřválec 1,4 l (74 kW a 130 Nm)
- přeplňovaný tříválec 1,0 (77 kW/170 Nm),
- přeplňovaný čtyřválec 1,4 (92 a 110 kW, 245 Nm s automatickou převodovkou 230 Nm)
- přeplňovaný čtyřválec 1,6 (147 kW/200 k, 280 Nm) od roku 2017

#### Naftové
- přeplňovaný čtyřválec 1,6 (70 kW a 280 Nm, 81 kW a 300 Nm, 100 kW a 320 Nm a dvojitě přeplňovaný 118 kW 320 Nm později 110 kW 320 Nm),

díky těmto motorům si Astra v testech udržovala nízké provozní náklady.

### Motory po faceliftu 2019

#### Benzinové
- tříválec přeplňovaný turbodmychadlem 1,2 l Turbo (81 kW a 195 Nm nebo 96 kW a 225 Nm)
- tříválec přeplňovaný turbodmychadlem 1,4 l Turbo (107 kW a 236 Nm, motor spojen výhradně s novou automatickou převodovkou CVT)

#### Naftové
- tříválec přeplňovaný turbodmychadlem 1,5 l CDTi (77 kW a 260 Nm nebo 90 kW a 300 Nm, silnější verzi lze spojit s devítistupňovým automatem kde je točivý moment uškrcen na 285 Nm)

Motory oproti verzi před faceliftem jsou pouze tříválcové. Za povšimnutí stojí že se jedná ještě o motory z koncernu General Motors

## Závodní verze

### Vauxhall Astra Kit Car
Verzi Kit Car poháněl motor o objemu 1998 cm3, který dosahoval výkonu 280 koní a točivého momentu 263 Nm. Vůz vážil 1000 kg. Od vozu se očekávalo, že se stane konkurentem pro vozy Peugeot 306 Maxi a Citroën Xsara kit Car. Hlavním konstruktérem byl Brian Ashwood. Vůz vznikal ve spolupráci s OPC (Opel Performance Center). Projekt byl zaštítěn automobilkou Vauxhall. Oproti předchozím závodním Opelům nepoužíval vůz pneumatiky Continetal. Navíc jeho cena byla velmi vysoká. Astra vyhrála jen jednu soutěž, a to Stena Line Ulster Rally 1999, když jí pilotoval Neil Wearden. Per Svan s ní získal titul mistra Švédska ve své kategorii. Později se Opel rozhodl vstoupit do kategorie S1600 a všechny tovární vozy byly rozprodány.